# Le Paradis sur terre

Le Paradis sur terre (Kingdom on Earth) est une pièce de théâtre de Tennessee Williams.
La pièce est créée à Broadway le 27 mars 1968 sous la direction de David Merrick et de José Quintero.
En France, elle est mise en scène par Pierre Romans en 1982 à la Comédie de Reims et par Élisabeth Chailloux en 1985 au Festival d'Avignon et au Théâtre de l'Aquarium à Paris .
Mise en scène par Bernard Murat, la pièce est jouée du 6 septembre au 19 novembre 2011, au Théâtre Edouard VII. Le 19 novembre 2011, elle est retransmise en direct sur Paris Première.

## Intrigue
Dans le Mississippi des années soixante, Loth, accompagné de sa femme Myrtle, réinvestit la ferme de son enfance où vit toujours son demi-frère Chicken. Le cyclone menace et la plupart des habitants ont fui l’inondation. Dans cette atmosphère de catastrophe, les deux frères s’affrontent pour la maison, pour Myrtle. Deux hommes blessés par l’existence : l’un atteint dans son corps par la tuberculose, l’autre dans sa vie sociale et amoureuse par les soupçons de « sang noir » qui entourent sa naissance marquée par le poids de l’adultère.

## Distribution

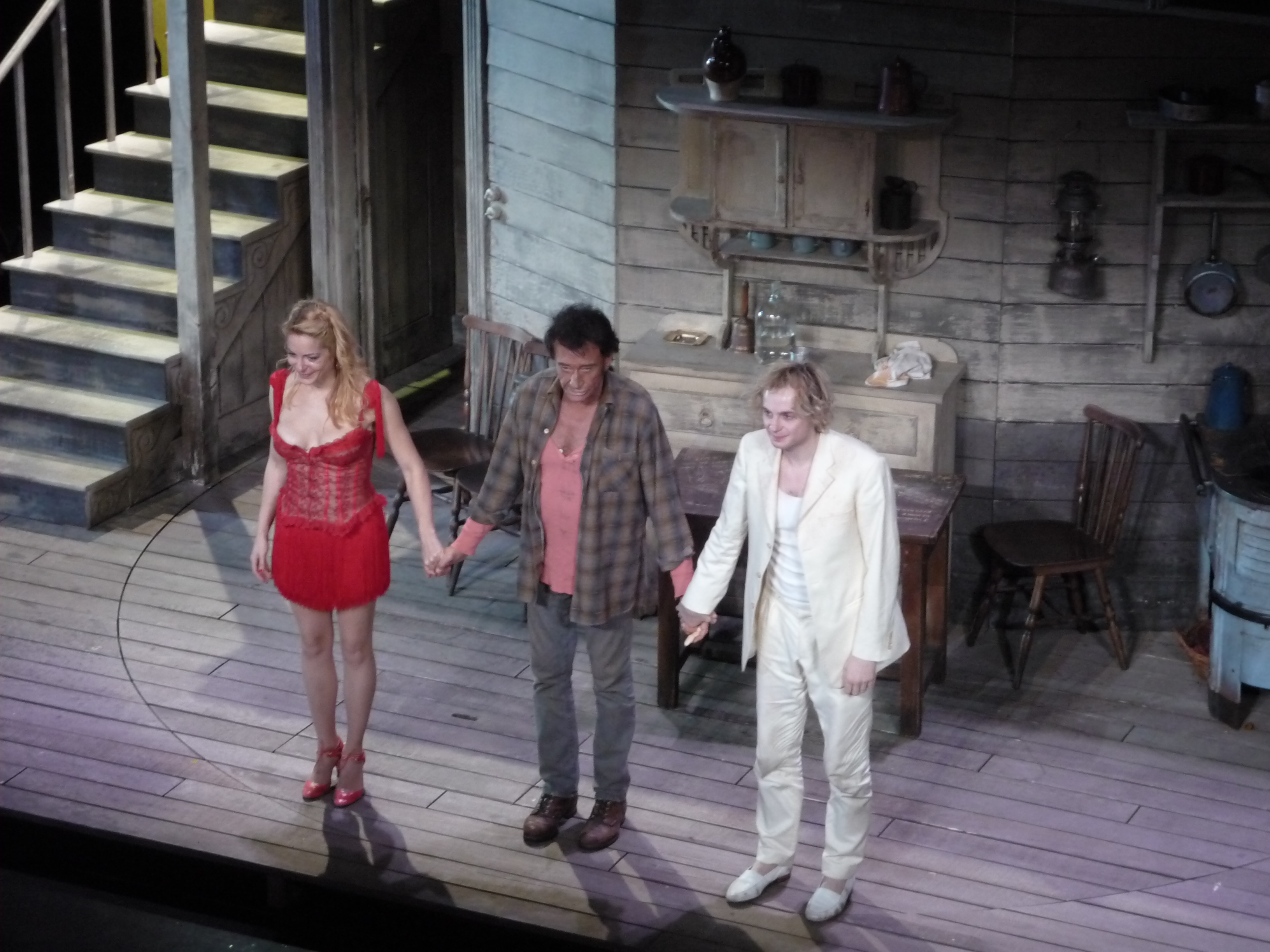
Audrey Dana, Johnny Hallyday et Julien Cottereau sur la scène du théâtre Édouard VII

| Personnage | Joué par ... lors de la re-création en France |
| ---------- | --------------------------------------------- |
| Chicken    | Johnny Hallyday                               |
| Myrtle     | Audrey Dana                                   |
| Loth       | Julien Cottereau                              |
|            | Urbain Cancelier                              |
|            | Fabienne Chaudat                              |